# Castell de Quermançó
Castell de Quermançó är ett slott i Spanien.   Det ligger i provinsen Província de Girona och regionen Katalonien, i den östra delen av landet, 600 km öster om huvudstaden Madrid. Castell de Quermançó ligger 81 meter över havet.
Terrängen runt Castell de Quermançó är kuperad åt nordost, men åt sydväst är den platt.  Närmaste större samhälle är Figueres, 13,4 km sydväst om Castell de Quermançó. Trakten runt Castell de Quermançó består till största delen av jordbruksmark.